# Bromma församling
För andra betydelser, se Bromma församling (olika betydelser).
Bromma församling är en evangelisk-luthersk församling som tillhör Svenska kyrkan på nationell nivå och Stockholms stift på regional nivå. Det är en del av Birka kontrakt och ligger i Stockholms kommun i Stockholms län.
Församlingen utgör ett eget pastorat.
Församlingen ligger i Västerort och omfattar bland annat stadsdelarna Södra Ängby, Norra Ängby, Bromma Kyrka, Blackeberg, Mariehäll, Åkeslund och Riksby.

## Om församlingen
I området för Bromma församling bor nästan 50 000 personer varav cirka 27 000 är medlemmar i Svenska kyrkan. 
Bromma församling har lägst kyrkoavgift i hela landet. 2019 ligger kyrkoavgiften i Bromma församling på 0,655 procent av taxerad inkomst. Det vill säga 65,5 öre av varje intjänad hundralapp går till Svenska kyrkan i Bromma.
Varje söndag firas mässa i en av församlingens kyrkor. 
Församlingen har en egen tidning, Brommabladet, som ges ut fem gånger varje år.
Det finns fem nomineringsgrupper i Bromma församling. Brobyggarna, Centerpartiet, Miljöpartister i Svenska kyrkan, Socialdemokraterna och Sverigedemokraterna. Efter kyrkovalet 2017 fördelades mandaten i kyrkofullmäktige på följande sätt:
- Brobyggarna 12 (35,25 %)
- Centerpartiet 6 (16, 37 %)
- Miljöpartister i Svenska kyrkan 2 (6,73 %)
- Socialdemokraterna 12 (33,43 %)
- Sverigedemokraterna 3 (8,22 %)[3]

## Kyrkor
Bromma församling har fyra kyrkor, en blandning av den nybyggda Kvarterskyrkan Mariehäll och den 850-åriga Bromma kyrka.
- Bromma kyrka
- Famnen
- Kvarterskyrkan Mariehäll
- Ängby kyrka

## Administrativ historik
Församlingen har medeltida ursprung. 1 maj 1909 utbröts Sundbybergs församling. Från 1 september 1943 till 1955 var församlingen uppdelad i två kyrkobokföringsdistrikt: Bromma kbfd (018020) samt Lilla och Stora Essingens kbfd (018021). 1955 utbröts Essinge församling och Västerleds församling.
Församlingen utgjorde till 1 maj 1909 ett eget pastorat för att därefter till 1 maj 1916 vara moderförsamling i pastoratet Bromma och Sundbyberg, för att därefter åter utgöra ett eget pastorat.
Församlingen var mellan 1622 och 1846 prebende åt olika stockholmspastorat.

## Areal
Bromma församling omfattade den 1 januari 1976 en areal av 16,2 kvadratkilometer, varav 15,3 kvadratkilometer land.

## Kyrkoherdar
| Ämbetstid | Namn                        | Levnadstid | Övrigt                                        |
| --------- | --------------------------- | ---------- | --------------------------------------------- |
| 1916–1937 | Theodor Svensson            | 1867–1937  | Theodor Svensson begravd på Bromma kyrkogård. |
| 1939–     | Fritz Josef Daniel Holmgren | 1890–      |                                               |
| 1955–1979 | Bengt Collste               | 1913–2015  |                                               |

### Förste komministrar
| Ämbetstid | Namn                  | Levnadstid | Övrigt                                       |
| --------- | --------------------- | ---------- | -------------------------------------------- |
| 1917–1921 | Carl Richard Wikmarck |            | Senare komminister i Matteus församling.     |
| 1925–1929 | Håkan Ljunge          | 1880–1965  | Senare kyrkoherde i Sankt Görans församling. |
| 1931–     | Carl Nestor Hjorth    | 1890–      |                                              |

### Andre komministrar
| Ämbetstid | Namn        | Levnadstid | Övrigt |
| --------- | ----------- | ---------- | ------ |
| 1936–1947 | Hilmer Elde | 1889–1971  |        |

### Tredje komministrar
| Ämbetstid | Namn                       | Levnadstid | Övrigt |
| --------- | -------------------------- | ---------- | ------ |
| 1940–     | Brynolf Gustaf Adolf Ström | 1894–1968  |        |

## Organister
| Ämbetstid | Namn                    | Levnadstid | Övrigt    |
| --------- | ----------------------- | ---------- | --------- |
| 1957–1964 | Lars Erik Bertil Larson | 1921–      | Organist. |